# Gefechtsstützpunkt und Kanonen bei Old Wharf
Der Gefechtsstützpunkt und Kanonen bei Old Wharf (englisch Firing point and guns near Old Wharf) ist ein Nationaldenkmal des westafrikanischen Staates Sierra Leone. Es befindet sich auf Dublin Island (Banana Islands).
Der Stützpunkt ist auf die Stationierung britischer Truppen zurückzuführen. Diese sollten die zahlreichen Angriffe von Piraten vor der Küste Sierra Leones abwehren.
Der Gefechtsstützpunkt und die drei Kanonen sind (Stand 2009) in gutem Zustand und von einer gut erhaltenen Befestigungsanlage umgeben.